# Koźlanka
Koźlanka – osada leśna w Polsce, w województwie wielkopolskim, w powiecie wągrowieckim, w gminie Wągrowiec.
Do 2023 miejscowość była częścią wsi Rąbczyn.
W latach 1975–1998 Koźlanka administracyjnie należała do województwa pilskiego.